# Presenning
Presenning er et stykke sejldug, plastmateriale eller lignende, som anvendes til at brede over noget til beskyttelse mod regn, solskin og lignende.

## Etymologi
Begrebet stammer fra nedertysk presenning, persenni(n)g, present, hollandsk presenning, ældre fransk préceinte, af latin praecinctus, perfektum participium til praecingere, omgive, omgjorde.

## Egenskaber
Presenninger kan laves af forskellige materialer, der dog har det tilfælles, at de er forholdsvis lette og fleksible og derfor lette at arbejde med. For at kunne beskytte mod sollys vil materialet normalt have en høj UV-beskyttelsesværdi. For at kunne beskytte mod regn vil materialet normalt være vandtæt.

## Udformning
Presenninger kan udformes på to måder: den kan være formgivet med henblik på at opfylde et bestemt formål fx at beskytte en båd, der er trukket på land i vinterperioden, eller den kan være flad, som regel rektangulær eller kvadratisk. I sidstnævnte tilfælde vil samme slags presenning kunne anvendes til forskellige beskyttelsesformål.
Af hensyn til anvendelsen vil presenningen denne som regel være forsynet med hulringe i kanten således, at presenningen kan fastgøres med snor eller lignende for at forhindre, at den blæser væk.

## Anvendelse
Presenninger er som regel beregnet til at blive brugt flere gange.

## Opbevaring
Når presenningen ikke er i anvendelse, kan den, efter grundig tørring, som regel foldes eller rulles sammen for at optage mindst mulig plads til næste gang, den tages i brug.